# اسخرمرهورن
اسخرمرهورن (به هلندی: Schermerhorn) یک منطقهٔ مسکونی در هلند است که در آلکمار واقع شده‌است.